# Communauté de communes du Betz et de la Cléry
La communauté de communes du Betz et de la Cléry est une communauté de communes française située dans le département du Loiret et la région Centre-Val de Loire. Le 1er janvier 2017 elle a fusionné avec la communauté de communes de Château-Renard pour former la communauté de communes de la Cléry, du Betz et de l'Ouanne.

## Histoire
Cette communauté de communes a été créée le 1er janvier 2012.
Au 1er janvier 2015, la commune de Saint-Loup-d'Ordon, située dans le département de l'Yonne, rejoint la communauté de communes, quittant la communauté de communes du Jovinien.

## Composition
Elle est composée des quatorze communes suivantes :
| Nom                                | Code Insee | Gentilé       | Superficie (km2) | Population (dernière pop. légale) | Densité (hab./km2) |
| ---------------------------------- | ---------- | ------------- | ---------------- | --------------------------------- | ------------------ |
| Saint-Hilaire-les-Andrésis (siège) | 45281      | Andrésiens    | 25,71            | 916 (2014)                        | 36                 |
| Bazoches-sur-le-Betz               | 45026      | Bazochois     | 15,38            | 969 (2014)                        | 63                 |
| Chantecoq                          | 45073      | Chantecoquois | 15,93            | 518 (2014)                        | 33                 |
| La Chapelle-Saint-Sépulcre         | 45076      | Capellois     | 6,21             | 247 (2014)                        | 40                 |
| Courtemaux                         | 45113      | Courtemaliens | 12,19            | 277 (2014)                        | 23                 |
| Courtenay                          | 45115      | Curtiniens    | 50,13            | 4 044 (2014)                      | 81                 |
| Ervauville                         | 45136      | Ervauvillois  | 12,54            | 564 (2014)                        | 45                 |
| Foucherolles                       | 45149      | Foucherollais | 9,80             | 308 (2014)                        | 31                 |
| Louzouer                           | 45189      | Oratoriens    | 11,23            | 289 (2014)                        | 26                 |
| Mérinville                         | 45201      | Mérinvillois  | 11,84            | 188 (2014)                        | 16                 |
| Pers-en-Gâtinais                   | 45250      | Persgatinois  | 10,69            | 247 (2014)                        | 23                 |
| Saint-Loup-de-Gonois               | 45287      | Saint-Lupois  | 6,16             | 91 (2014)                         | 15                 |
| Saint-Loup-d'Ordon                 | 89350      |               | 17,67            | 258 (2014)                        | 15                 |
| La Selle-sur-le-Bied               | 45307      | Sellois       | 30,12            | 1 059 (2014)                      | 35                 |
| Thorailles                         | 45322      | Thoraillais   | 3,45             | 178 (2014)                        | 52                 |

## Démographie
| 2011  | 2013   |
| ----- | ------ |
| 9 847 | 10 205 |